# 399.
◄ | 3. stoljeće | 4. stoljeće | 5. stoljeće | ►
◄ | 360-ih | 370-ih | 380-ih | 390-ih | 400-ih | 410-ih | 420-ih | ►
◄◄ | ◄ | 396. | 397. | 398. | 399. | 400. | 401. | 402. | ► | ►►
Astronomija • Književnost • Kršćanstvo

## Smrti
- 26. studenog – Siricije, papa

## Vanjske poveznice
|  | Zajednički poslužitelj ima još gradiva o temi 399. |